# Elacatis mexicanus
Elacatis mexicanus is een keversoort uit de familie platsnuitkevers (Salpingidae). De wetenschappelijke naam van de soort werd in 1868 gepubliceerd door George Henry Horn.